# Lee Wallard
Lee Wallard (Schenectady, New York,  1911. szeptember 8. – St. Petersburg, Florida, 1963. november 28.) amerikai autóversenyző, egyszeres indianapolisi 500-as győztes.

## Pályafutása

### Indy 500-as eredményei
| Év       | Autó     | Rajt     | Qual     | Helyezés | Cél      | Kör | Élen | Kiesés oka |
| -------- | -------- | -------- | -------- | -------- | -------- | --- | ---- | ---------- |
| 1948     | 91       | 28       | 128.420  | 5        | 7        | 200 | 0    |            |
| 1949     | 6        | 20       | 128.912  | 7        | 23       | 55  | 19   | Váltó      |
| 1950     | 8        | 23       | 132.436  | 5        | 6        | 136 | 0    |            |
| 1951     | 99       | 2        | 135.039  | 5        | 1        | 200 | 159  |            |
| Összesen | Összesen | Összesen | Összesen | Összesen | Összesen | 591 | 178  |            |

| Rajtok    | 4 |
| Poleok    | 0 |
| Első sor  | 1 |
| Győzelmek | 1 |
| Top 5     | 1 |
| Top 10    | 3 |
| Kiesett   | 1 |